# Prähistorisches Dorf von S’Hospitalet Vell
Das prähistorische Dorf von S’Hospitalet Vell (mallorquinisch Poblat prehistòric de s’Hospitalet Vell) ist eine archäologische Ausgrabungsstätte auf der spanischen Baleareninsel Mallorca. Sie befindet sich an der Ostküste der Insel auf dem Gemeindegebiet von Manacor in der Region (Comarca) Llevant. Die freigelegten Gebäudereste werden zwei unterschiedlichen kulturellen Abschnitten der Geschichte Mallorcas zugerechnet, dem Vortalaiotikum (1700/1600 bis 1200/1100 v. Chr.) und der Talaiot-Kultur (etwa 1100 bis 123 v. Chr.). Bei einem der Gebäude wurden punische Einflüsse vermutet. Fundstücke der Ausgrabungsstätte sind im Historischen Museum von Manacor ausgestellt.

## Lage
Das Landgut s’Hospitalet Vell, auf dem sich die Ausgrabungsstätte befindet, liegt im Süden des Gemeindegebietes von Manacor beiderseits der Straße von Son Macià nach Cales de Mallorca. Nordwestlich grenzt der Bereich an die Landstraße MA-4014, die Porto Cristo mit Portocolom verbindet. Die prähistorischen Fundstätten von s’Hospitalet Vell befinden sich dabei im westlichen Bereich des Landgutes, etwa 90 bis 225 Meter südwestlich der Straße nach Cales de Mallorca, die bei Kilometer sechs von der MA-4014 abzweigt.
S’Hospitalet Vell ist in Privatbesitz, das Landgut ist, einschließlich der prähistorischen Siedlungsreste, von der Straße mittels eines durchgehenden Zaunes abgegrenzt. Ein Hinweisschild an der Straße, etwa 1,2 Kilometer vom Abzweig der MA-4014 entfernt, weist auf ein unverschlossenes Tor, durch das man zur Ausgrabungsstätte gelangt. Sie ist für jedermann frei zu besichtigen, Eintrittspreise werden nicht erhoben. Das Tor sollte wegen auf dem Gelände weidenden Schafen nach dem Passieren wieder geschlossen werden.

## Beschreibung
Die Ausgrabungsstätte von s’Hospitalet Vell gliedert sich in vier Teilbereiche, zu denen angelegte Wege führen und an denen Informationstafeln aufgestellt sind. Jeweils etwa 90 Meter abseits der Straße, auf der dortigen Freifläche des Feldes, befinden sich zwei ungefähr 40 Meter auseinanderliegende Fundstellen naviformer (bootsförmiger) Strukturen, die nur an ihren Bodenumrissen erkennbar sind. Dabei handelt es sich um Reste von Naviformes, Gebäudeformen, die in ihrem Aussehen kieloben liegenden Schiffen ähnelten. Sie sind die ältesten Siedlungszeugnisse des prähistorischen Dorfes aus der Zeit vor 1100 v. Chr., dem Vor- oder Prätalaiotikum.

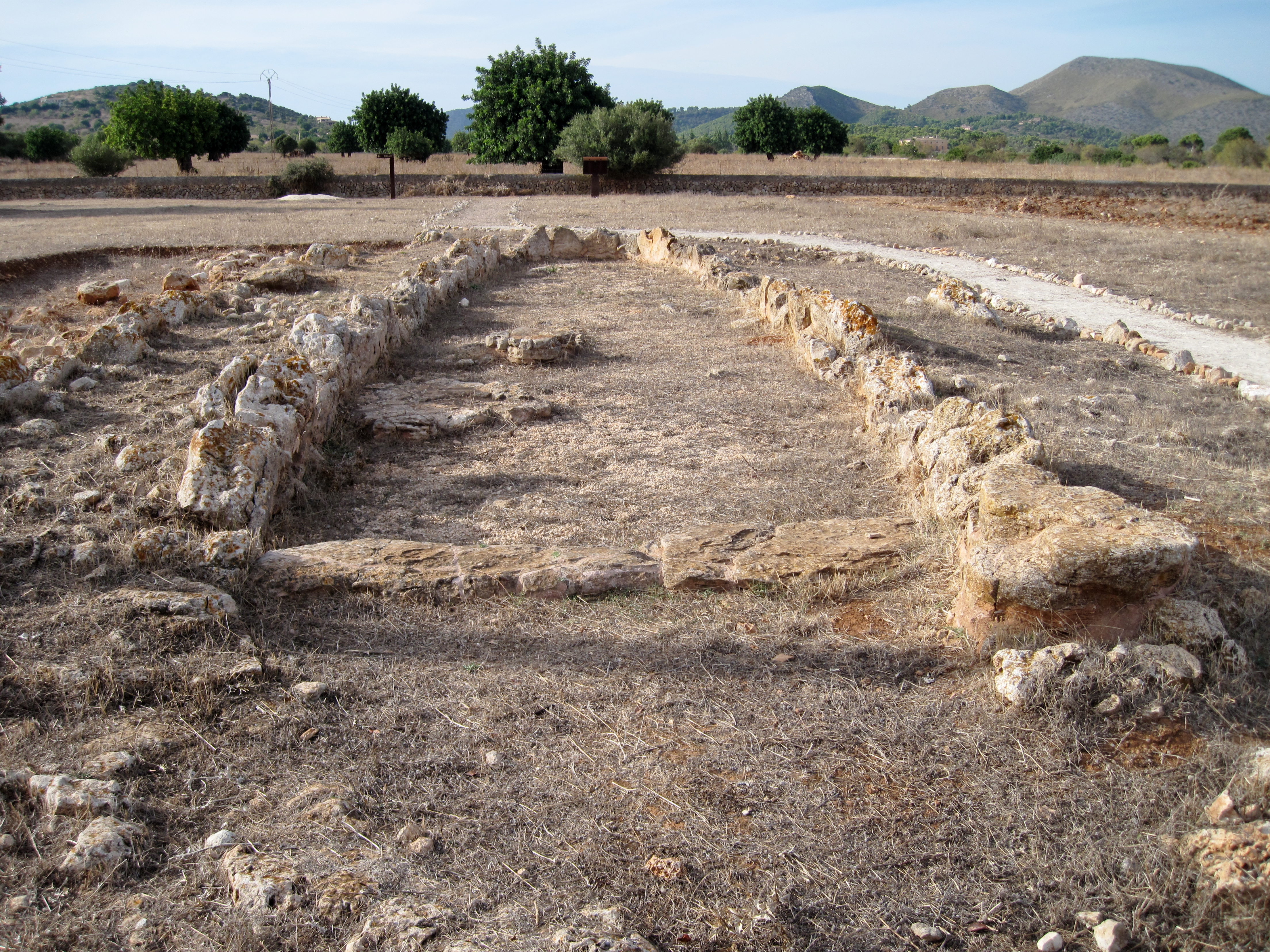
Naviforme Gebäudereste

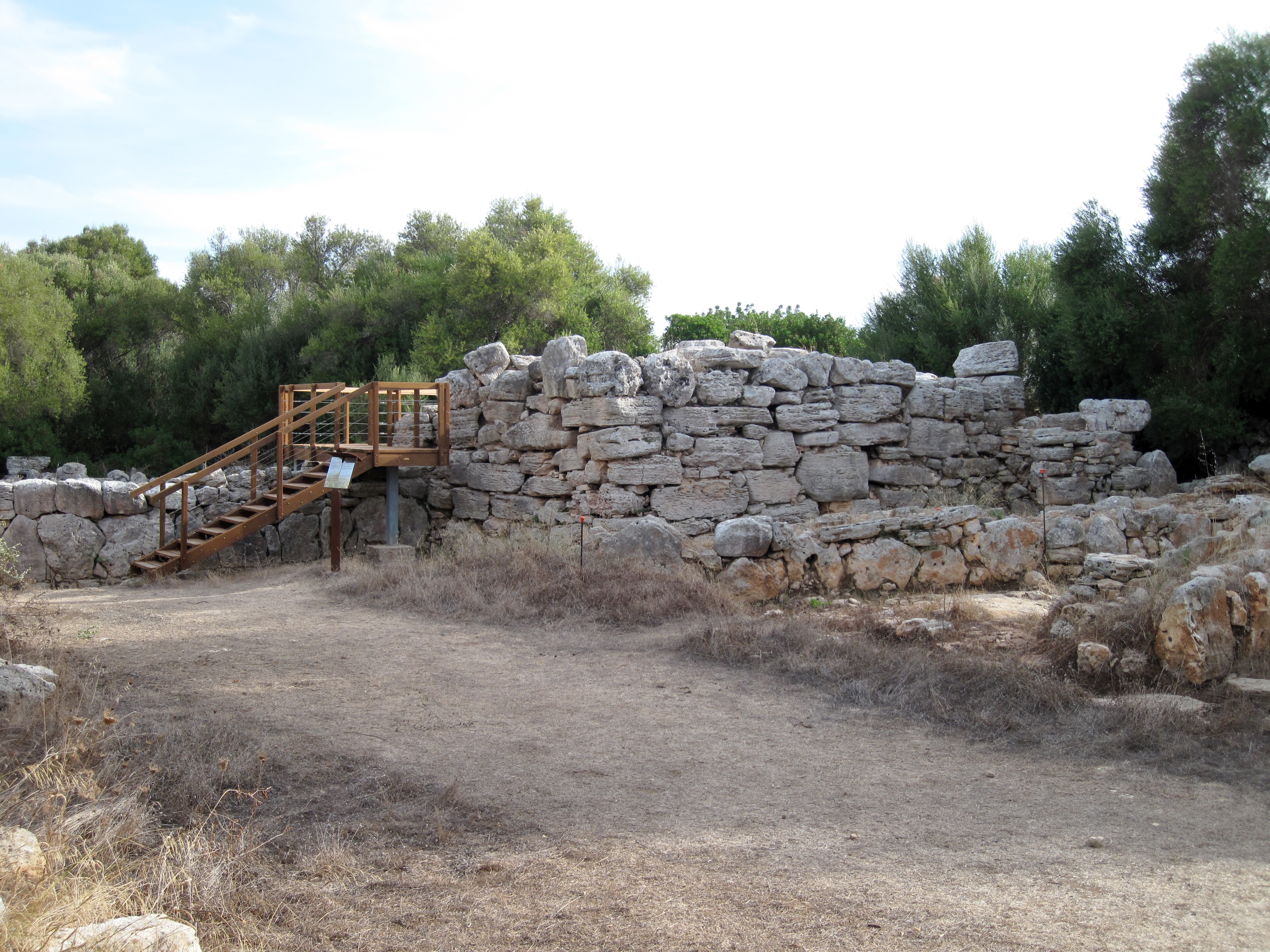
Quadratischer Talaiot

Die mit Dächern aus Baumstämmen und Ästen versehenen naviformen Gebäude hatten eine Größe von 11 bis 16 Metern Länge und 7 bis 9 Metern Breite. Freigelegte zentrale Feuerstellen innerhalb der Gebäudereste, die der Nahrungszubereitung dienten, ergaben, dass die Gebäude als Wohnstätten dienten. Innerhalb der Bodenstrukturen wurden Keramik, Fässer zum Lagern von Lebensmittel und Gussformen zum Herstellen von Werkzeugen aus Bronze gefunden. Im Jahr 2010 dauerten die Ausgrabungen an der südöstlichen der beiden Fundstellen noch an. Die in den späten 1970er Jahren begonnenen Grabungen in s’Hospitalet Vell unter Guillem Rosselló Bordoy waren auf Grund fehlender finanzieller Unterstützung Ende 1980 eingestellt worden, bevor man sie Anfang des 21. Jahrhunderts wieder aufnahm.
Aus der ab etwa 1100 v. Chr. folgenden Epoche der Talaiot-Kultur stammt der hinter einem Wäldchen gelegene quadratische Talaiot (auf Kastilisch Talayot, „Wachturm“) von s’Hospitalet Vell. Der ungefähr 225 Meter von der Straße entfernte Turm unterscheidet sich in einigen Punkten von anderen Talaiots der Insel. Zunächst sind seine Wände fast senkrecht, während die anderer talaiotischer Türme Mallorcas eine deutliche Neigung nach innen in Bezug zu ihrer Höhe aufweisen. Auch ist der Talaiot von s’Hospitalet Vell der Einzige, auf dessen Mittelsäule noch Reste der einstigen Abdeckung erhalten sind, wahrscheinlich deshalb, weil das Dach hier nicht aus den üblichen mit Laub und Erde versehenen Holzbalken, sondern aus länglichen Steinplatten bestand. Das führte auch zu der Vermutung, dass dieser Talaiot mehrere Etagen gehabt haben könnte.

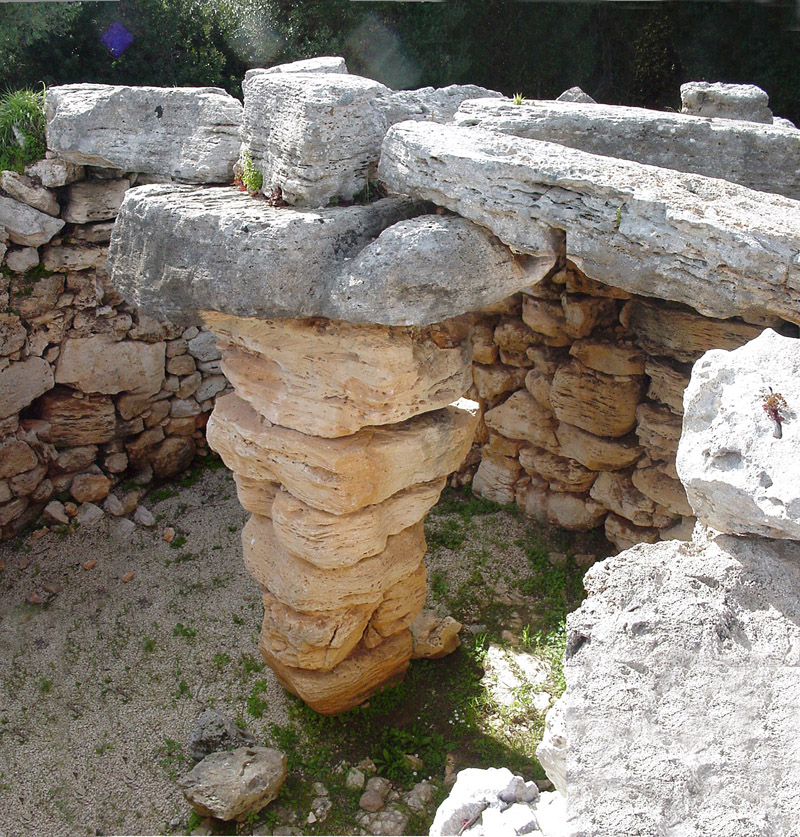
Mittelsäule des Talaiot mit Resten der einstigen Steinabdeckung

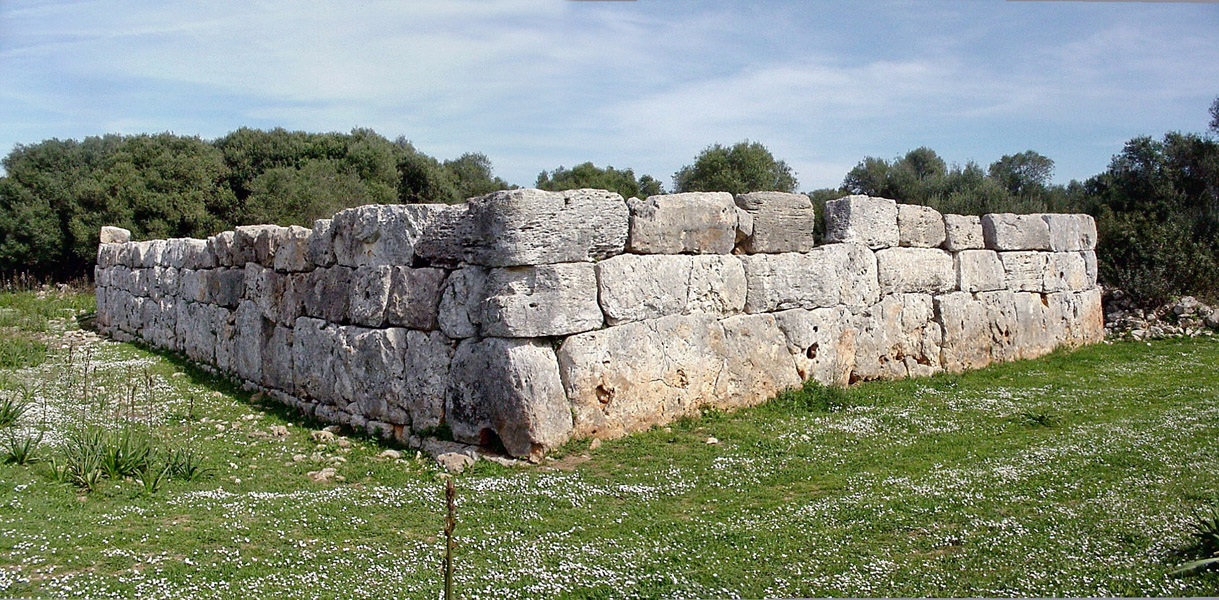
Ungewöhnlich perfekt gearbeitete Mauer

Der Talaiot von s’Hospitalet Vell hat eine Grundfläche von 7 × 8 Metern und eine Höhe von etwa 3,70 Meter. Über seine Entstehungszeit ist nichts bekannt, doch nimmt man allgemein die Zeit um 1000 bis 900 v. Chr. als Aufblühen der Talaiot-Kultur und dem damit verbundenen Bau der Türme auf Mallorca an. An den Talaiot von s’Hospitalet Vell wurde in jüngster Zeit eine Besichtigungsplattform angebaut, von der man in das Innere des Turmes blicken kann, der keinen ebenerdigen Eingang besitzt, weshalb der Zugang wohl über die erste Etage erfolgte. Von der Plattform sind auch die Reste der an den Talaiot angebauten Räume zu übersehen. Hierbei handelte es sich ursprünglich um einen großen Saal mit monolithischen Säulen, der in späterer Zeit in die noch heute erkennbaren Räume unterteilt wurde. Sie befinden sich an der Südostseite des Talaiot.
Etwa 180 Meter von der Straße entfernt stehen die Überreste eines Gebäudes, das wegen seiner ungewöhnlich akkuraten Bauweise und der Größe der verbauten Steine hervorsticht. Es befindet sich neben dem Wäldchen, das sich zwischen den naviformen Bodenstrukturen und dem quadratischen Talaiot erstreckt. Die noch in drei Lagen erhaltenen Steinquader der Außenmauer bilden ein Rechteck von 22,30 Metern Länge und 12,20 Metern Breite.
Die Bauart dieses Gebäudes entspricht nicht jener Technik, die von den Erbauern der Talaiots angewendet wurde. Ähnlichkeiten finden sich eher bei altgriechischen Mauern aus dem 7. bis 5. Jahrhundert v. Chr. So kam es zu Vermutungen, das Mauerwerk könnte aus punischer Zeit stammen, aus dem fünften Jahrhundert v. Chr., der Zeit, als die Karthager im westlichen Mittelmeer und auf dem spanischen Festland Handelsniederlassungen gründeten. Zahlreiche Fundgegenstände aus der Zeit der Punischen Kriege wiesen darauf hin, dass es sich um eine von Karthagern errichtete Handels- und Militärstation gehandelt haben könnte.
Der von der Außenmauer umschlossene Raum scheint anfangs leer gewesen zu sein. Später wurden mit wiederverwendetem Material, unter anderem Resten von Säulen, zwei überdachte Räume eingerichtet und ein Patio mit zwei Feuerstellen angelegt. Die Decke der Räume lag auf einer zentralen Säule auf, die noch erhalten ist. Vor dem Verlassen der Siedlung im 2. Jahrhundert v. Chr. dienten die Räume zu Haushaltszwecken, es wurden Reste unterschiedlicher Keramik aus talaiotischer, punischer und römischer Herstellung gefunden. In den an den quadratischen Talaiot angebauten Räumen fanden sich auch Keramiken aus maurischer Zeit (902 bis 1229 n. Chr.), ein Hinweis auf eine andalusische Niederlassung in den prähistorischen Mauern.